# ダブルス〜二人の刑事
『ダブルス〜二人の刑事』（ダブルス〜ふたりのけいじ）は、2013年4月18日から6月13日まで毎週木曜日21:00 - 21:54に、テレビ朝日系の「木曜ドラマ」枠で放送された日本のテレビドラマである。伊藤英明と坂口憲二のダブル主演作で共演は『天体観測』以来である。
新宿中央警察署に新設された「刑事課特殊係」（通称：0係）に赴任してきた2人の刑事が、事件に立ち向かっていく様を描く。
キャッチコピーは「容疑：俺達を怒らせた。」。

## 出演者

### 主要人物
山下 俊介
演 - 伊藤英明
巡査部長。警察学校：1106期。蒲田東署刑事課から異動。川島英作とは同期で交番勤務時代にコンビを組んでいた。
前川署長を式典会場まで送り届ける運転手を笠井から命令されたとき、貴金属強盗犯の増田が引き起こした籠城事件に巻き込まれ、前川とともに人質として拘束される。着信音はおニャン子クラブの「セーラー服を脱がさないで」。
田代 啓一
演 - 坂口憲二
巡査部長。警察学校：1115期。足立署刑事課から異動。相棒・山下とは中学校の同級生で、その当時、彼との因縁深い忌まわしい出来事があったが一方の当事者の山下は覚えていなかった。

### 警視庁新宿中央警察署

#### 刑事課特殊係
通称：0係。事件が頻繁に発生している管内で現在の刑事課の体制では円滑に事件を処理することは不可能だと判断され、より選りのメンバーを招集し新しい係を新設した。
また、署長が表向きの体裁だけで作った部署だと言われ、期待値ゼロという意味も含まれている。
宮田 亜紀
演 - 夏菜
巡査。刑事を拝命したからには出世を考え、日々の刑事業務、規律を重んじるよう心掛けている。
日下 涼子
演 - 内田有紀
巡査部長。仕事に関することは経験豊富で優秀。山下と田代とは同年代で彼らの捜査方針について意見することもある。ただし、出世には見切りをつけている。須藤刑事課長とは旧知の仲らしく、バーに誘って捜査情報を入手することもある。クラブマドレホステス殺害事件を捜査しているとき、坂田係長の助言で副署長を尾行し、大崎浩三に接触した現場を目撃した後、何者かに狙撃され一時意識不明に陥る。須藤が見舞いに来た時に意識が回復し、彼女は木村京介が再び自分を殺害しようとして病室に侵入したのに気付き、早めに病室を移動したのが功を奏して助かる。狙撃された際に自らが残した手掛りにより、大崎浩三と沼田大臣が車に同席していたことが判明した。
矢島 謙吾
演 - 近藤芳正
愛妻家で家庭を大事に考える。
牧野 聡
演 - 長谷川朝晴
大事な場面になると緊張からお腹を下す。
村井 翔太
演 - 山口大地
パソコンを使用したハイテク捜査が得意。和美と一緒に歩いているところを日下ら3人に見られてしまう。
笠井 昇
演 - 平泉成
係長。警部補。かつて署長の前川とコンビを組んでいた。

#### 刑事課捜査第一係
田崎 学
演 - 堀部圭亮
大事な局面で空気を読めていない発言が多い。0係が設置された頃は彼らを見下す態度をとっていたが、大崎勝也が拳銃により死亡した事件では0係に協力する。
西村 直樹
演 - 井坂俊哉
橋本 亮
演 - 永江祐貴
上記2名は田崎の同僚刑事。田崎と共に大崎勝也が拳銃により死亡した事件で0係に協力する。
坂田 三枝子
演 - 室井滋
係長。警部補。0係が設置された当初はただの寄せ集めのメンバーで大した成果も上げられないと思っていたが、犯人検挙で出し抜かれてからは0係を敵視するようになった。しかし、次々に難事件を解決する0係を信用するようになり、堂本信一郎が誘拐された事件捜査で、あらゆる可能性を潰すためにも0係に捜査させるべきだと進言し、須藤課長と意見が対立する。山下と田代に指示を出し、堂本信一郎誘拐事件を解決した。その後、日下、宮田を誘って屋台で女子会を開き、0係と交流を持つ。
クラブマドレホステス殺害事件を捜査していた山下、田代が謹慎処分を受けたとき、日下、宮田に事件の裏に副署長が絡んでいるのではないかと助言する。大崎勝也が拳銃により死亡した事件では須藤に隠れて、秘密裏に田崎らと共に0係に協力する。須藤はその継続捜査を知っていたが、黙認する。

#### 管理職
須藤 洋介
演 - 杉本哲太
刑事課課長。日下涼子とは旧知の仲。
増田が引き起こした籠城事件で、交通渋滞に巻き込まれ現場に到着するのが遅れる。署長を助けようとして狙撃班に犯人の射殺命令を出そうしていたが、笠井に止められる。
涼子が何者かに狙撃され一時意識不明に陥り、丁度見舞いに行った際に彼女の意識が回復する。大崎勝也が拳銃により死亡した事件が上層部の圧力で自殺として処理されようとした時、0係の捜査を黙認する。
大田 浩二
演 - 風見しんご
副署長。警視。クラブマドレホステス殺害事件を発端する事件に関する人物の死亡した事件にスパイとして益本を0係に送り込み、捜査情報を入手していた。殺害事件を内々に処理し、その後大崎浩三から現金が入った封筒を受け取っていた。事件収束後、不祥事を起こした責任を取らされ、懲戒免職処分が下る。
前川 誠一
演 - 橋爪功
署長。警視正。飄々としており掴みどころのない一面がある。現場時代にコンビを組んでいた笠井には信頼を置いている。
とある式典に山下と会場に向かう途中、喫茶店で娘と待ち合わせしていた時、増田が引き起こした籠城事件に巻き込まれる。
クラブマドレホステス殺害事件に端を発した事件に関する人物の死亡事件を上層部の圧力に屈せず、自らの責任で捜査を続けさせる。事件収束後、大田が起こした不祥事の責任を取り、多摩東署へと異動になり須藤らにあとを託した。

#### その他署員
丸山 和美
演 - 林丹丹
刑事課デスク。取り調べでは中国人被疑者の通訳も担当する。村井とのデート現場を日下ら3人に見られてしまう。
岡部 敦史
演 - 森岡豊
鑑識係。
和田 典子
演 - 三浦葵
受付。
足立 遙香
演 - 椎名美澄
受付。

### ゲスト
複数話登場の場合は括弧（）内に表記
第1話「俺たちに任せろ!! 最強コンビ伝説始動」
- 工藤 雅樹 / 中川 和之（冤罪被害者） - 青木崇高（少年期：坂口湧久）
- 吉永 武史（指名手配犯） - 秋山成勲
- 中川 弘（和之の父親） - 松原正隆
- 中川 里美（和之の母親） - 泉美樹里
- 香川 茂雄（千恵の父親） - 望月章男
- 香川 千恵（連続爆破事件被害者） - 松岡侑奈

第2話「オレオレ詐欺」
- 横山 妙子（振り込め詐欺の被害者） - 草笛光子
- 遠藤 正彦（振り込め詐欺グループの番頭） - 安田顕
- 大下 広（振り込め詐欺グループの受け子） - 滝藤賢一
- 横山 和樹（妙子の息子） - 井田國彦
- 野沢 昌男（野沢コンサルティング経営者） - 三上市朗
- 丸山 千尋（振り込め詐欺グループの掛け子） - 竜二
- 小柳 信次（振り込め詐欺グループの掛け子） - 安住啓太郎
- 春藤 敦之（振り込め詐欺グループの掛け子） - 酒井貴浩

第3話「1000億の殺人!! 目撃者はシングルマザー」
- 相田 若葉（プレデンシャルホテル新宿ハウスキーピング） - 中山忍
- 瀬川（エムワイエステート専務） - 鶴見辰吾
- 大塚 雄二（Overlook Publishing記者） - 菊池均也
- 相田 悟（若葉の息子） - 荒川槙
- ホームレス（目撃者） - 島崎俊郎
- 松本 康夫（エムワイエステート社長） - 沼崎悠

第4話「悲しき銃声」
- 増田 裕一（立て籠もり犯） - 東幹久
- 前川 恭子（前川署長の娘） - 原田佳奈
- 増田 英子（裕一の妻） - 今野麻美
- 増田 沙織（裕一の娘） - 小西舞優
- 加藤（弁護士） - デビット伊東
- 鎌田（カフェ立て籠もり事件の人質） - 山崎一

第5話「化ける女」
- 中谷 正彦（ゆりの父） - 北見敏之
- 中谷 ゆり（クラブナイトロメオキャバクラ嬢） - 村川絵梨
- 大野 郁夫（リッチビジョン経営者） - 宅間孝行
- 佐竹 美奈子（ホステス） - 建みさと

第6話「涙の捜査…銃口は相棒に向いた」
- 川島 英作（四谷東警察署地域課巡査部長・山下の同期） - 葛山信吾
- 園部 正男（川島の相棒） - 武田航平
- 真鍋 信介（投資信託会社元代表） - 神保悟志
- 松崎 清（ケイエムクオリテイーズ代表） - 小林一英
- 滝口 雅人（滝口総合病院理事長） - 岡田謙

第7話「身代金誘拐容疑者は20000人!!」
- 滝川 久美（弁護士） - 荻野目慶子
- 森重 六郎（森重房枝轢き逃げ事件原告人） - 萩原流行
- 堂本 武（信一郎の父親） - 小須田康人
- 堂本 信一郎（久美・武の息子） - 中村咲哉（幼少期：佐藤瑠生亮）
- 船山 守（年金強盗事件被疑者） - 斉藤陸
- 佐伯 憲一（医療過誤訴訟被告人） - 加世幸市
- 関口 実（資産家離婚訴訟被告人） - 嶋崎伸夫
- 俵 宗二郎（暴力団構成員刺殺事件原告人） - 古井榮一
- ケツメイシ（本人）

第8話「最後の事件凶弾…女刑事殉職!?」
最終話「俺たちの最強伝説、今夜完結」
- 大崎 勝也（大崎ホームズ社長） - 金子賢
- 木村 京介（大崎ホームズ総務課社史編纂室社員） - 今井雅之
- 大崎 浩三（大日本建設社長） - 団時朗
- 安田 常雄（クラブマドレオーナー） - 梨本謙次郎
- 中谷 真澄（クラブマドレホステス） - 岩佐真悠子
- 益本（新宿中央警察署広報課署員） - 安座間美優
- 吉川 香織（クラブマドレホステス） - 中丸シオン
- 安田 絵美（常雄・美智代の娘） - 金井美樹
- 安田 美智代（常雄の妻） - 咲羽靖子
- 中谷 留美（真澄の娘） - 采沢真実
- 沼田 弘志（政治家・大臣） - 西田健（最終話）
- 加納（大崎浩三の元同僚） - 田口主将（最終話）

## スタッフ
- 脚本 - 尾崎将也、高山直也
- 音楽 - 仲西匡
- 演出 - 塚本連平、常廣丈太、小松隆志
- オープニングテーマ - シシド・カフカ「キケンなふたり」（インペリアルレコード）
- エンディングテーマ - ケツメイシ「月と太陽」（avex trax）
- 助監督 - 小野浩司
- タイトルバック演出 - 常廣丈太
- CG - 奥田圭一
- 選曲 - 近藤隆史
- アクションコーディネーター - 大道寺俊典
- ガンエフェクト - パイロテック
- カーアクション - アクティブ21
- 科学捜査監修 - 山崎昭（法科学捜査研究所）
- 山岳指導 - 遠藤晴行
- 医療指導 - 原田知幸
- ゼネラルプロデューサー - 黒田徹也
- プロデューサー - 中込卓也、遠田孝一、伊藤達哉
- プロデューサー補 - 峰島あゆみ、椋尾由希子、神通勉
- 制作 - テレビ朝日、MMJ

## 放送日程
| 各話                                                       | 放送日  | サブタイトル                          | 脚本     | 演出     | 視聴率 |
| ---------------------------------------------------------- | ------- | ------------------------------------- | -------- | -------- | ------ |
| File:001                                                   | 4月18日 | 俺たちに任せろ!! 最強コンビ伝説始動   | 尾崎将也 | 塚本連平 | 15.8%  |
| File:002                                                   | 4月25日 | オレオレ詐欺                          | 尾崎将也 | 塚本連平 | 11.6%  |
| File:003                                                   | 5月02日 | 1000億の殺人!! 目撃者はシングルマザー | 尾崎将也 | 常廣丈太 | 10.4%  |
| File:004                                                   | 5月09日 | 悲しき銃声                            | 尾崎将也 | 小松隆志 | 10.9%  |
| File:005                                                   | 5月16日 | 化ける女                              | 尾崎将也 | 塚本連平 | 11.6%  |
| File:006                                                   | 5月23日 | 涙の捜査…銃口は相棒に向いた           | 尾崎将也 | 常廣丈太 | 10.1%  |
| File:007                                                   | 5月30日 | 身代金誘拐容疑者は20000人!!           | 高山直也 | 小松隆志 | 11.7%  |
| File:008                                                   | 6月06日 | 最後の事件凶弾…女刑事殉職!?           | 尾崎将也 | 塚本連平 | 10.8%  |
| File:009                                                   | 6月13日 | 俺たちの最強伝説、今夜完結            | 尾崎将也 | 常廣丈太 | 12.9%  |
| 平均視聴率 11.9%（視聴率は関東地区・ビデオリサーチ社調べ） |         |                                       |          |          |        |

## 遅れネット局
- BSS山陰放送（TBS系列） - 2013年7月17日から毎週水曜日20:00 - 20:54
- KNB北日本放送（日本テレビ系列） - 2014年4月3日から毎週木曜日9:30 - 10:25